# Wadicosa daliensis
Wadicosa daliensis là một loài nhện trong họ Lycosidae.
Loài này thuộc chi Wadicosa. Wadicosa daliensis được Chang-Min Yin, Peng & Zhang miêu tả năm 1997.